# Autalia longicornis
Autalia longicornis – gatunek chrząszcza z rodziny kusakowatych i podrodziny rydzenic. Zamieszkuje Europę i południowy zachód Azji.

## Taksonomia
Gatunek ten opisany został po raz pierwszy w 1947 roku przez Ottona Scheerpeltza.

## Morfologia

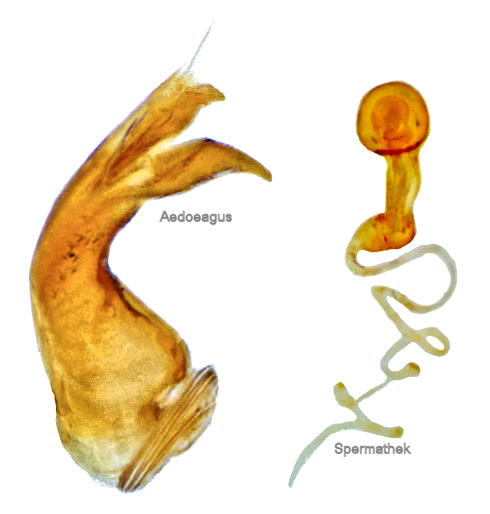
Genitalia

Chrząszcz o wydłużonym ciele długości od 2,6 do 3,2 mm, w zarysie z silnym przewężeniem między głową a przedpleczem. Ubarwienie cechuje się przedpleczem wyraźnie jaśniejszym od głowy oraz odwłokiem w części nasadowej znacznie jaśniejszym niż u wierzchołka. Skronie zwężają się od oczu do szyi niemal prosto. Czułki są smukłe, o członie czwartym wyraźnie dłuższym niż szerokim, a członie przedostatnim nieznacznie szerszym niż dłuższym. Przedplecze jest nieco szersze od głowy, zaopatrzone w parę ukośnych bruzd po bokach oraz bruzdę pośrodkową. Pokrywy są znacznie szersze od przedplecza i zaopatrzone w parę głębokich, podłużnych wcisków. Samiec ma edeagus z flagellum u podstawy skręconym więcej razy niż trzykrotnie.

## Ekologia i występowanie
Owad zasiedlający tereny leśne. Bytuje w owocnikach grzybów naziemnych i nadrzewnych, w tym opieniek, mleczajów, gołąbków i borowikowatych, a także w gnijących trawach, przegrzybiałym listowiu i przy wyciekającym ze zranionych drzew soku.
Gatunek palearktyczny. W Europie znany jest z Hiszpanii, Wielkiej Brytanii, Francji, Belgii,  Holandii, Niemiec, Szwajcarii, Austrii, Włoch, Danii, Szwecji, Norwegii, Finlandii, Polski, Czech, Słowacji, Rumunii, Bułgarii, Słowenii, Bośni i Hercegowiny, Grecji i europejskiej części Rosji. W Azji podawany jest z Cypru i Syrii.